# Microscopio de fuerza atómica

Diagrama de un microscopio de fuerza atómica.

El microscopio de fuerza atómica (AFM, de sus siglas en inglés atomic force microscope) es un instrumento mecano-óptico capaz de detectar fuerzas del orden de los nanonewtons. Al rastrear una muestra, es capaz de registrar continuamente su topografía mediante una sonda o punta afilada de forma piramidal o cónica. La sonda va acoplada a un listón o palanca microscópica muy flexible de sólo unos 200 µm.
El microscopio de fuerza atómica ha sido esencial en el desarrollo de la nanotecnología, para la caracterización y visualización de muestras a dimensiones nanométricas (10–9 m = 1 nm).

## Historia
En 1986, Gerd Binnig y Heinrich Rohrer fueron galardonados con el Premio Nobel de Física por su trabajo en microscopía de efecto túnel (STM de sus siglas en inglés scanning tunneling microscopy). Binnig y Rohrer fueron reconocidos por el desarrollo de la técnica de STM, técnica que permite formar una imagen topográfica en escalas que pueden ir desde cientos de micras (1×10–6 m) hasta la escala nanométrica (1×10–9 m), e incluso a escala atómica (1×10–10 m) sobre la superficie de un material conductor o semiconductor mediante el barrido de una punta sumamente aguda conductora de una corriente eléctrica a una distancia de unos pocos nanómetros. Compartieron el premio con el científico alemán Ernst Ruska, el diseñador del primer microscopio electrónico.

## Comparación del AFM con otros microscopios
Microscopio óptico
El microscopio óptico es una herramienta muy útil para obtener imágenes de muestras orgánicas e inorgánicas, pero está limitado para una resolución de 1 mm a 1 micra.
Microscopio electrónico
El microscopio electrónico tiene una resolución entre 1 mm y 1 nm. Es, por lo tanto, idóneo para la determinación de estructuras a nivel molecular y atómico. La resolución no está limitada por la difracción, pero sí por las lentes. El microscopio de campo cercano tiene una resolución todavía mayor: entre 1 µm y 1 Å.
TEM
El TEM (microscopio electrónico de transmisión), tiene las siguientes características que lo hacen muy útil:
- Resolución atómica.
- Pueden determinarse estructuras en dos dimensiones.
- Interacción electrones a electrones.

SEM
El SEM (microscopio electrónico de barrido) tiene las siguientes características:
- Resolución atómica.
- Requiere vacío.
- Debe cubrirse a menudo el espécimen.
- Permite características superficiales.

STM
El STM (microscopio de efecto túnel) es un instrumento que permite visualizar regiones de alta o baja densidad electrónica superficial, y de ahí inferir la posición de átomos individuales o moléculas en la superficie de una red. La «observación» atómica se ha vuelto una tarea común en muchos laboratorios debido al bajo costo de este tipo de microscopía en comparación con la microscopía electrónica.
Las técnicas de microscopía de barrido por sondeo (SPM: Scanning probing microscopy) que incluyen al STM y al AFM se utilizan en áreas de la ciencia que van desde la biología hasta la física del estado sólido.

## Principales restricciones y observaciones en su uso
- Algunas superficies parecen demasiado lisas al STM, la altura aparente o corrugación es de 1/100 a 1/10 diámetros atómicos.
- Entonces, para resolver átomos individuales la distancia entre punta y muestra debe mantenerse constante a menos de 1/100 de diámetro atómico o hasta 0.002 nm., por ello el STM debe aislarse de las vibraciones.
- Debe tomarse en cuenta que el resultado es una visualización que permite conocer características de la muestra.
- No es una fotografía de los átomos en la superficie. Los átomos parecen tener superficies sólidas en las imágenes de STM, pero en realidad no las tienen.
- Sabemos que el núcleo de un átomo está rodeado de electrones en constante movimiento. Lo que parece una superficie sólida es en realidad una imagen de un conjunto de electrones.
- Las imágenes también dependen de ciertos mecanismos de interacción punta-muestra que no se entienden bien hasta la fecha.
- Aun cuando no necesita alto vacío para su operación, es deseable para eliminar contaminación y además una cámara de vacío aísla de vibraciones externas.

Recientemente (4 de junio de 2007) un equipo liderado por el Consejo Superior de Investigaciones Científicas (CSIC) ha perfeccionado la técnica empleada por los microscopios atómicos. La nueva técnica, denominada Phase Imaging AFM, está basada en la microscopía de fuerzas, y permite realizar medidas tanto en aire como en medios líquidos o fisiológicos. El desarrollo de esta técnica podría tener aplicaciones en áreas diferenciadas, como la biomedicina, la nanotecnología, la ciencia de materiales o estudios medioambientales.

## Instrumentación
Los componentes de un AFM son:

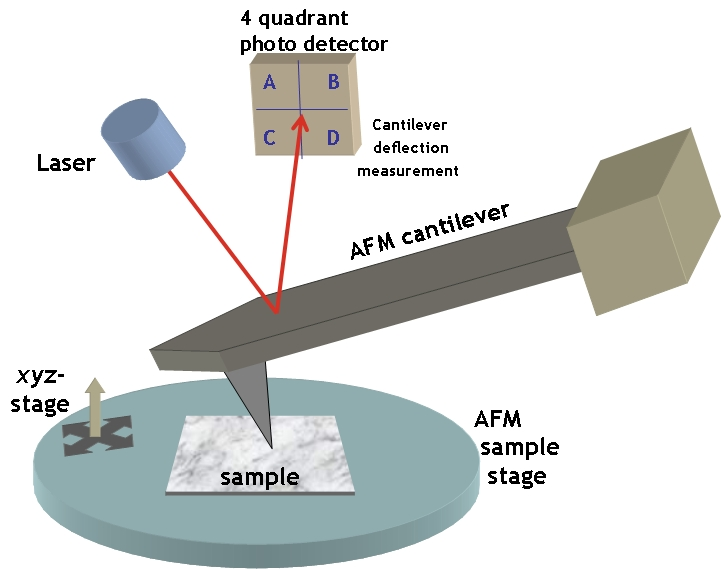
Diagrama de un microscopio de fuerza atómica.

- Diodo láser: fuerza normal, Fn=A+B-(C+D), y Fuerza lateral, Fl=A+C-(B+D).
- Micropalanca
- Fotodiodo
- Tubo piezoeléctrico

### Micropalancas

Micropalanca

Históricamente las primeras palancas tenían un tamaño de varios mm y solían fabricarse con metal, por ejemplo, a partir de un hilo de tungsteno con un extremo afilado y doblado en ángulo recto para producir la punta. Más tarde se hizo necesario, para mejorar la velocidad de barrido sin perder resolución, que las palancas tuvieran masas cada vez menores y simultáneamente frecuencias de resonancia mayores. La solución a este problema se halló en la microfabricación de las palancas.
Las micropalancas se producen en la actualidad empleando métodos de microfabricación heredados inicialmente de la industria microelectrónica como litografía de superficie y grabados reactivos de plasma de iones (RIE y DRIE siglas en inglés de Reactive Ion Etching y Deep Reactive Ion Etching). Las puntas suelen fabricarse a partir de deposiciones de vapor de algún material idóneo sobre la palanca ya fabricada, en cuyo caso el resultado suele ser una punta cónica o más comúnmente, cuando el silicio es el material de elección, recurriendo a técnicas de grabado anisótropo. El grabado anisótropo involucra el uso de una solución de grabado que excava el material sólo o preferentemente en ciertas direcciones cristalográficas. De esta manera, es posible producir puntas piramidales limitadas por planos cristalográficos del material.
La fuerza de la micropalanca viene dada por el fabricante y se determina por la ley de Hooke. En este caso, la ley de Hooke se representa por la ecuación del resorte, donde se relaciona la fuerza F ejercida por el resorte con la distancia adicional x producida por alargamiento, del siguiente modo:
{\displaystyle F=-k\Delta x\,}, siendo {\displaystyle k={\frac {AE}{L}}}
El ruido de Johnson-Nyquist, también conocido como ruido térmico, es un factor importante en la calibración de la micropalanca, pues está a su frecuencia de resonancia por la temperatura.

### Sensores de flexión
Existen actualmente distintos sistemas para medir la flexión del listón. El más común en instrumentos comerciales es el llamado óptica en este la flexión del listón se registra mediante un haz láser que se refleja en la parte posterior de la micropalanca para luego alcanzar un fotodetector. A este efecto, la mayor parte de las micropalancas (listones) de AFM se fabrican actualmente con una capa de oro de unas decenas de nm de espesor en su parte posterior para optimizar su reflectancia al haz del láser. Sin embargo, históricamente el primer sistema de detección usado fue un microscopio de STM (efecto túnel). En este sistema una punta de STM era ajustada al listón siendo la flexión de esta medida a través de la variación en la corriente de túnel, ya que dicha corriente es sensible a cambios subnanométricos en la distancia entre punta de STM y listón. La razón de que se pensara inicialmente en este sistema es que en su origen el microscopio de AFM se concibió como modificación del microscopio de STM para ser usado con muestras eléctricamente aislantes ya que el microscopio de STM sólo funciona con conductores. Posteriormente se pasó a sustituir este sistema de detección por un interferómetro y finalmente se introdujo la palanca óptica. Más recientemente se han incorporado nuevos métodos de detección basados en piezorresistividad o en medidas de capacitancia. Sin embargo, ninguno de estos métodos «electrónicos» alcanza los niveles de resolución tanto espacial como temporal de la palanca óptica.
Por otra parte, la palanca óptica presenta un problema de calibración que afecta especialmente a las medidas de fuerza. Este se debe a la necesidad que se da en las medidas de fuerza de registrar de forma precisa la flexión de la palanca en su extremo libre. Ya que el fotodiodo solamente registra el desplazamiento del punto de láser sobre su superficie es necesario calibrar este desplazamiento con una flexión real de la palanca para poder obtener medidas de flexión. Este procedimiento conocido como calibración de la sensibilidad se lleva a cabo imprimiendo una flexión conocida al extremo de la micropalanca mientras simultáneamente se registra la señal del fotodiodo. La forma más común de obtener una flexión conocida es presionar verticalmente el extremo de la palanca contra una superficie rígida, asegurando así que el desplazamiento vertical de la palanca equivale a flexión en su extremo.
Los métodos interferométricos o de efecto túnel no requieren de este procedimiento.

### Punta

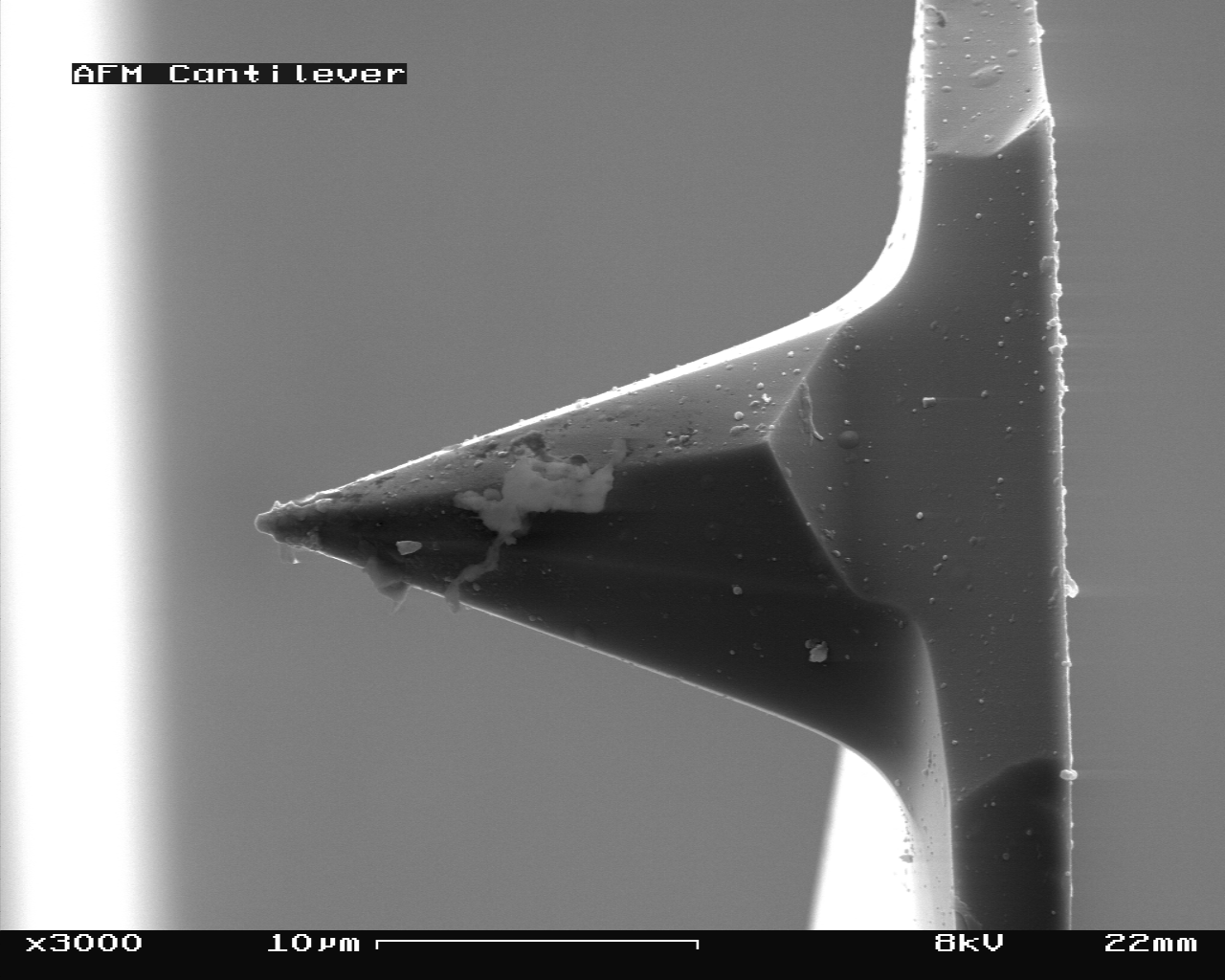
Ampliación a 3000x de una palanca usada de AFM.

Unos de los aspectos más importantes en la resolución de las imágenes obtenidas por AFM es la agudeza de la punta. Las primeras utilizadas por los precursores del AFM consistieron en pegar el diamante sobre pedazos de papel de aluminio. Las mejores puntas con radio de curvatura se encuentran alrededor de los 5 nm.
Existen tres tipos de influencias para formar las imágenes:
- ensanchamiento;
- compresión;
- interacciones punta-muestra:
  - en no contacto, fuerzas electrostáticas y magnéticas;
  - en casi contacto, fuerzas de Van der Waals;
  - en contacto, capilaridad y fuerzas de contacto;
- aspecto del radio.

## Precisión
La resolución vertical del instrumento es de menos de 1 nm, y permite distinguir detalles tridimensionales en la superficie de la muestra con una amplificación de varios millones de veces.

## Tipos de medidas, modos de operación y aplicaciones
El microscopio de AFM puede realizar dos tipos de medidas: imagen y fuerza.
- En el modo de imagen, la punta barre la superficie en el plano de la superficie (X-Y). Durante el barrido, la fuerza interatómica entre los átomos de la punta y los átomos en la superficie muestral provoca una flexión del listón. Un sensor adecuado (normalmente balanza óptica) registra esta flexión, y la señal obtenida se introduce en un circuito o lazo de realimentación. Este último controla un actuador piezoeléctrico que determina la altura (Z) de la punta sobre la muestra, de manera que la flexión del listón se mantenga a un nivel constante (normalmente introducido por el operador). Si se representa la altura de la punta (Z) frente a su posición sobre la muestra (X, Y) es posible trazar un mapa topográfico de la muestra Z=Z (X, Y). La fuerza interatómica se puede detectar cuando la punta está muy próxima a la superficie de la muestra.

- En medidas de fuerza la punta se hace oscilar verticalmente mientras se registra la flexión del listón. La medida representa la fuerza (F) frente a la altura (Z) sobre la muestra. Las medidas de fuerza son útiles en estudios de elasticidad y fuerzas de adhesión y permiten estudiar a nivel de una sola molécula interacciones específicas entre moléculas (por ejemplo: interacción antígeno-anticuerpo, interacción entre hebras complementarias de ADN) o interacciones estructurales de las biomoléculas (plegado de proteínas) y también permiten caracterizar la elasticidad de polímeros. También es útil en estudios de indentación de materiales blandos (polímeros) que permitan caracterizar propiedades elásticas de la muestra como el módulo de elasticidad o viscoelásticas. Es posible hacer indentación en materiales duros y obtener el módulo de Young. Si uno se mantiene en la parte elástica del material, este estudio se puede hacer sin alterar este.

### Modos de operación comunes

Modos de operación: a. Modo contacto, b. Modo de no contacto, c. Modo de repiqueteo

#### Contacto
En el barrido en modo contacto (figura a) la fuerza entre punta y muestra se mantiene constante, manteniendo una constante de deflexión. La deflexión de la punta estática se utiliza como una señal de retroalimentación.
La fuerza de adhesión es una fuerza fundamental en el modo contacto:
{\displaystyle F_{adh}=4\pi R\gamma _{L}\cos \theta }
Donde {\displaystyle \gamma _{L}} es la tensión superficial del agua, {\displaystyle \theta } es el ángulo del menisco entre punta y muestra, y R hace referencia al radio de la punta y de la muestra.
En condiciones normales, la fuerza de adhesión es de unos 7 nN. La fuerza de adhesión es uno de los mayores inconvenientes del modo contacto en aire. En el modelo de Hertz se asume que la superficie es suave y continua, que el área de contacto es pequeña, y que no existen fuerzas de fricción ni adhesión. Sin embargo, la fuerza de adhesión es muy importante a escala nanométrica, afectando especialmente a la resolución lateral. Para superar este inconveniente, se utiliza el Jumping mode, un modo de contacto en el que se evitan las fuerzas laterales. El AFM en líquido supera también este problema, pues en líquido no existen fuerzas de adhesión.
El principal problema del modo contacto es que las muestras biológicas (blandas y delicadas) pueden dañarse. De ahí que funcione especialmente bien con muestras fuertemente adheridas a la superficie. En cristales de proteína, por ejemplo, las fuerzas laterales no modifican la muestra, pero sí en moléculas individuales.

#### Modo dinámico
En los modos dinámicos se hace vibrar la micropalanca a su frecuencia de resonancia valiéndose para ello del actuador piezoeléctrico. La interacción punta-superficie modifica la amplitud, frecuencia y fase de la resonancia, mientras el lazo de realimentación mantiene constante alguna de estas tres propiedades. Qué propiedad sea ésta es el criterio que determina el modo concreto de operación:
- En el Modo de no contacto o de frecuencia modulada (FM-AFM) (figura b) se mantiene constante la frecuencia de resonancia. La principal aplicación del FM-AFM es levantar topografías de superficies duras a escala atómica y operando en vacío extremo o UHV (de sus siglas en inglés Ultra High Vacuum)
- En el modo de repiqueteo (del inglés tapping mode) o modo de amplitud modulada (AM-AFM) (figura c) se mantiene constante la amplitud. Se usa principalmente en medio líquido para obtener imágenes de muestras biológicas que sólo son estables en soluciones acuosas.

Originalmente el uso del modo de no contacto implicaba que la punta se encontraba siempre a distancia constante de la superficie, mientras que en el modo de repiqueteo la punta golpeaba intermitentemente la superficie. Posteriormente se ha demostrado que ambos modos puden ser operados tanto a distancia de la muestra como en contacto con ella.

#### Modos dinámicos en líquido
En el modo dinámico en líquido existen dos formas de hacer oscilar la micropalanca:
- En los modos acústicos se sitúa el piezoeléctrico, o bien en la parte trasera de la celda líquida, o bien bajo la muestra. En este caso, el movimiento de la muestra induce el de la micropalanca. La principal desventaja de este modo es que resulta en resonancias muy sucias.
- En los modos electrostático y magnético, la micropalanca se hace oscilar mediante un campo eléctrico o electrostático. La principal desventaja de este modo es que hay que metalizar las micropalancas.

El modo dinámico en líquido, además de tratarse de una técnica todavía en desarrollo, presenta fundamentalmente dos problemas:
1. Es menos sensible a las fuerzas de la interacción punta-muestra que el modo en aire. Esto es debido a la reducción en agua de la constante de amortiguamiento, lo que provoca que los cambios de la frecuencia de resonancia se manifiesten en la amplitud con menor sensibilidad.
2. Al existir contacto entre punta y muestra, se necesitan micropalancas más blandas con frecuencias de resonancia más altas.

Las aplicaciones del AFM en líquido son muy variadas: permite la resolución de problemas estructurales y la caracterización mecánica de proteínas, detectar el funcionamiento de proteínas in situ (como el desplegamiento de proteínas) y manipular proteínas individuales.

### Modos de operación elásticos
Con el fin de combinar la fuerza espectroscópica con la resolución nanométrica que se obtiene al crear una imagen de la topografía, varios métodos se han desarrollado. La principal diferencia entre estos métodos es la forma en que la punta se mueve a lo largo de la superficie. En cualquier caso, la idea es obtener una imagen razonable al mismo tiempo que una curva de fuerza contra distancia completa en cada punto de la imagen.

#### Mapeo de curvas de fuerza
El mapeo de curvas de Fuerza (del inglés force volume mapping) fue propuesto por Radmacher et al.
Consiste en colectar una matriz de curvas fuerza contra distancia a lo largo de la superficie que son individualmente analizadas, perimitiendo una reconstrucción espacial de los mapas topográficos, de elasticidad y adhesión. Este método evita problemas de fuerzas laterales asociadas con el método de contacto, ya que la punta es completamente levantada de la superficie antes de moverse al siguiente punto. El inconveniente de este método es que requiere varios segundos requerir cada curva de fuerza. En el mejor de los casos las curvas se pueden obtener a 100 Hz.

#### Imagen cuantitativa
El método imagen cuantitativa (del inglés quantitative imaging), también conocido como mapeo de fuerza rápido (del inglés "Fast Force Maping") fue desarrollado por la compañía JPK para colectar curvas de fuerza con mayor velocidad que con el mapeo de curvas de fuerza con el fin de obtener imágenes con mayor resolución en el mismo tiempo. Esto se logró moviendo la punta lateralmente al final del levantamiento de la punta y al inicio del acercamiento de la punta. En otras palabras, los movimientos laterales no están completamente disociados. Sin embargo, durante la adquisición de la curva de fuerza contra distancia la punto no se mueve lateralmente, lo que es importante para obtener datos precisos. Adicionalmente todas las curvas de fuerza contra distancia son guardadas para un análisis posterior.

#### Pico de Fuerza Intermitente
El método de pico de fuerza intermitente (del inglés "Peak Force Tapping") fue creado en 2009 por Veeco Instruments (empresa que actualmente pertenece a Bruker),otras compañías han hecho acercamientos similares. Igual que en el método de Imagen Cuantitativa, la punta no se mueve lateralmente durante la curva de fuerza contra distancia. Sin embargo, se mueve más rápido cuando se mueve de un punto al siguiente. De hecho, el acercamiento y el alejamiento de la punta a la muestra en función de tiempo es una función sinusoidal. La frecuencia a la que se mueve la punta en este mode es de 1 - 10 kHz,la cual es mucho menor que la frecuencia de resonancia de la micropalanca. Con este método se pueden estudiar muestras con un módulo de Young menor a los 100 GPa.

#### Modos bimodales
Los métodos bimodales normalmente trabajan en el régimen repulsivo (modo de contacto intermitente). Se pueden utilizar modos bimodales porque el conjunto de la punta y la micropalanca en conjunto es un sistema mecánico que tienen un número discretos de oscilaciones discretas dados por las condiciones a la frontera. Por lo tanto, se puede excitar en con dos señales diferentes, con dos bucles de retroalimentación distintos, de forma que la punta es forzada a oscilar en dos modos de vibración simultáneamente. Típicamente su usa la primera y la segunda resonancia de flexión, aunque otras resonancias también funcionan. En la mayoría de los microscopios la señal de salida del primer modo (ya sea que se controle con la amplitud o con la variación en la frecuencia) es usado para obtener la topografía, mientras que el otro modo de flexión es usado para medir las propiedades mecánicas, eléctricas o magnéticas de la muestra.
Los modos más comunes se muestran en la siguiente tabla, donde se detalla el tipo de retroalimentación para cada modo de resonancia y la propiedad del material que se puede estudiar:
| Modo       | Retroalimentación modo 1 | Retroalimentación modo 2 | Propiedad del material                      |
| ---------- | ------------------------ | ------------------------ | ------------------------------------------- |
| AM Bimodal | AM                       | abierto                  | ángulo de pérdida                           |
| AM - FM    | AM                       | FM                       | ángulo de pérdida, rigidez, módulo de Young |
| FM Bimodal | FM                       | abierto                  | disipación, rigidez, módulo de Young        |